# Colmena Dadant

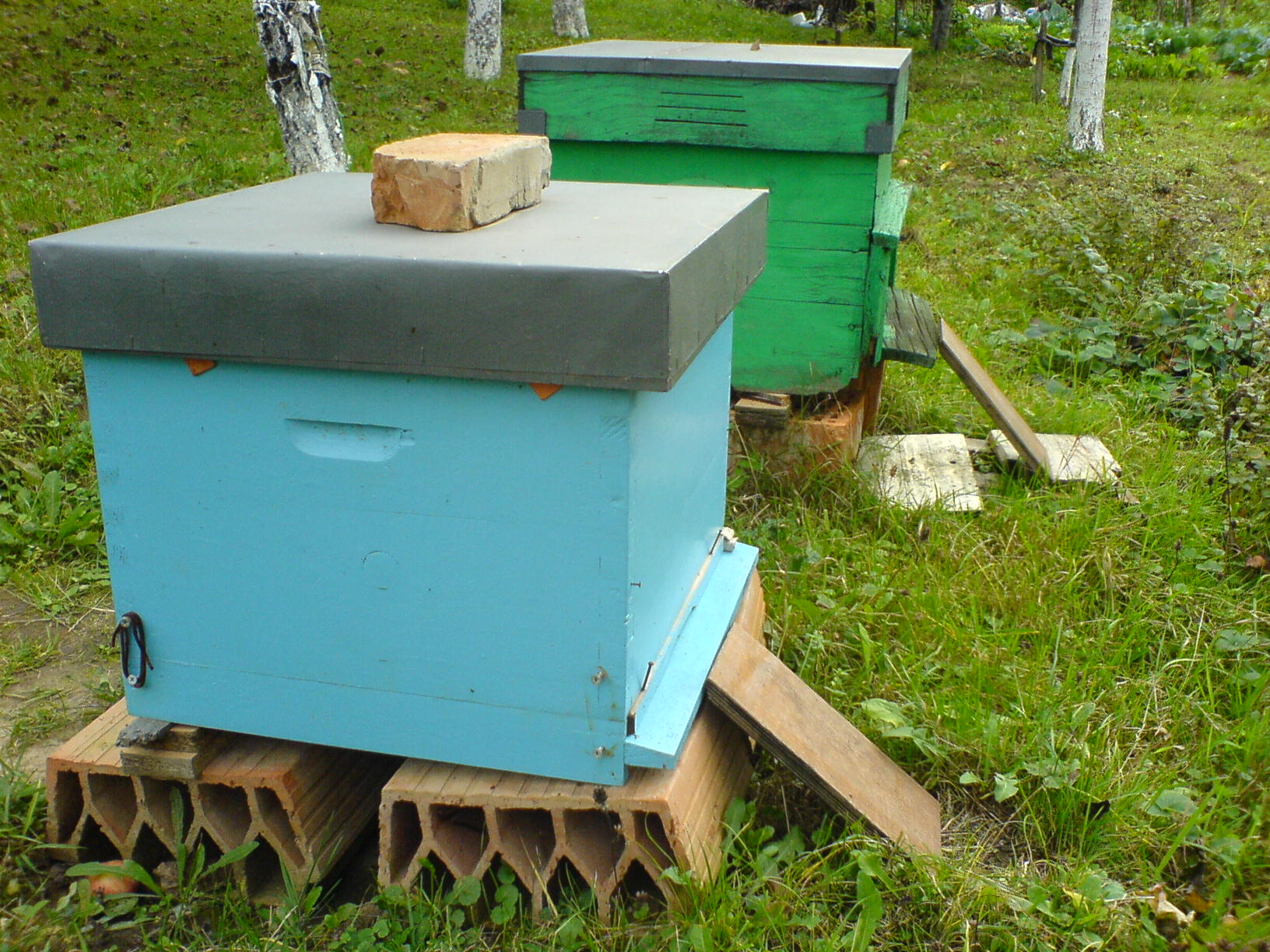
Colmena Dadant-Blatt.

La colmena Dadant, denominada exactamente colmena Dadant modificada, es la colmena estándar de gran volumen y cuadros de diferente tamaño en cámaras y alzas. Se comercializa en varios países aunque las colmenas con cuadros iguales son más populares.
Es un diseño estadounidense, de Charles Dadant, estrictamente de pared simple, con paso de abeja superior. Los cuadros Dadant para cría miden 448 mm X 286 mm. Los cuadros están espaciados entre sí por 38 mm. La colmena Dadant modificada o Dadant Blatt es de once cuadros en la cámara de cría. En España se utiliza la colmena Dadant denominada industrial con diez cuadros de 420 X 270 mm para la cámara de cría y sus medias alzas son de 420 X 130 mm para ocho, nueve o diez cuadros.

## Medidas internas de diferentes tipos de colmenas verticales
Las tablas que forman las paredes de las colmenas son, generalmente, de 25 mm. Las medidas de la tabla están en centímetros.
| Tipo                   | Langstroth     | Dadant           | Lusitana      | Warré                | Layens                                                                                  |
| ---------------------- | -------------- | ---------------- | ------------- | -------------------- | --------------------------------------------------------------------------------------- |
| Medidas cámara cría    | 51 x 42,5 x 24 | 51 x 42,5 x 31   | 37 x 38 x 31  | 30 x 30 x 21         | según Nº cuadros (con 12 cuadros 49 x 34,5 x 41)                                        |
| Medidas alzas          | 51 x 42,5 x 24 | 51 x 42,5 x 17   | 37 x 38 x 16  | 30 x 30 x 21         | (En colmenas mixtas, pueden adaptarse cuadros de media alza langstroth perpendiculares) |
| Med. cuadro cámara     | 42 x 20        | 42 x 27          | 33 x 27       | 30 x 20 (sin marcos) | 35 x 30                                                                                 |
| Med cuadro alza miel   | 42 x 20        | 42 x 13          | 33 x 12       | 30 x 20 (sin marcos) | 35 x 30                                                                                 |
| Superficie cuadro      | 160 dm²        | 220 dm²          | 180 dm²       | 120 dm² (sin marcos) | 240 dm²                                                                                 |
| Cría teórica           | 45.000 abejas  | 60-62.000 abejas | 50.000 abejas | 22.500 abejas        | 67.200 abejas                                                                           |
| kg de abeja x cría     | 4,5 kg         | 6 kg             | 5 kg          | 2,25 kg              | 6,7 kg                                                                                  |
| Capacidad en litros    | 42,4 L         | 54 L             | 43,5 L        | 18,9 L               | 68,1 L (12 cuadros estándar)                                                            |
| Capacidad total        | 84,8 L         | 84 L             | 65,9 L        | 56,7 L (3 cuerpos)   |                                                                                         |
| Capacidad en alza mel. | 25 kg          | 16 kg            | 13 kg         | 12 kg                |                                                                                         |